# ZNF263
A proteína de dedo de zinco 263 é uma proteína que em humanos é codificada pelo gene ZNF263. O gene ZNF263 é a chave para a produção industrial de heparina. O ZNF263 parece ser um repressor ativo da biossíntese de heparina na maioria dos tipos de células, e os mastócitos estão habilitados a produzir heparina porque o ZNF263 é suprimido nessas células.